# Cadeado
O cadeado ou aloquete é um objeto que bloqueia ou impede o acesso a uma determinada área ou coisa.
Cada aloquete possui uma chave própria, para que apenas seu proprietário possa acioná-lo. Os aloquetes, que podem ter vários tamanhos e formatos, são utilizados para trancar portões, janelas, malas de viagem, e em correntes. Existem também os aloquetes de cofres e os magnéticos, que são abertos com cartões codificados.
O aloquete é uma forma de "fechadura portátil", ou seja, faz com que possa ser utilizado para trancar mais de um objeto ou área. Entre os tipos de aloquetes, podemos referir aqueles que são utilizados senhas, chaves, cartões, entre outros.
No Norte e algumas regiões do centro de Portugal, cadeado é uma corrente com elos encadeados.

## Outras imagens

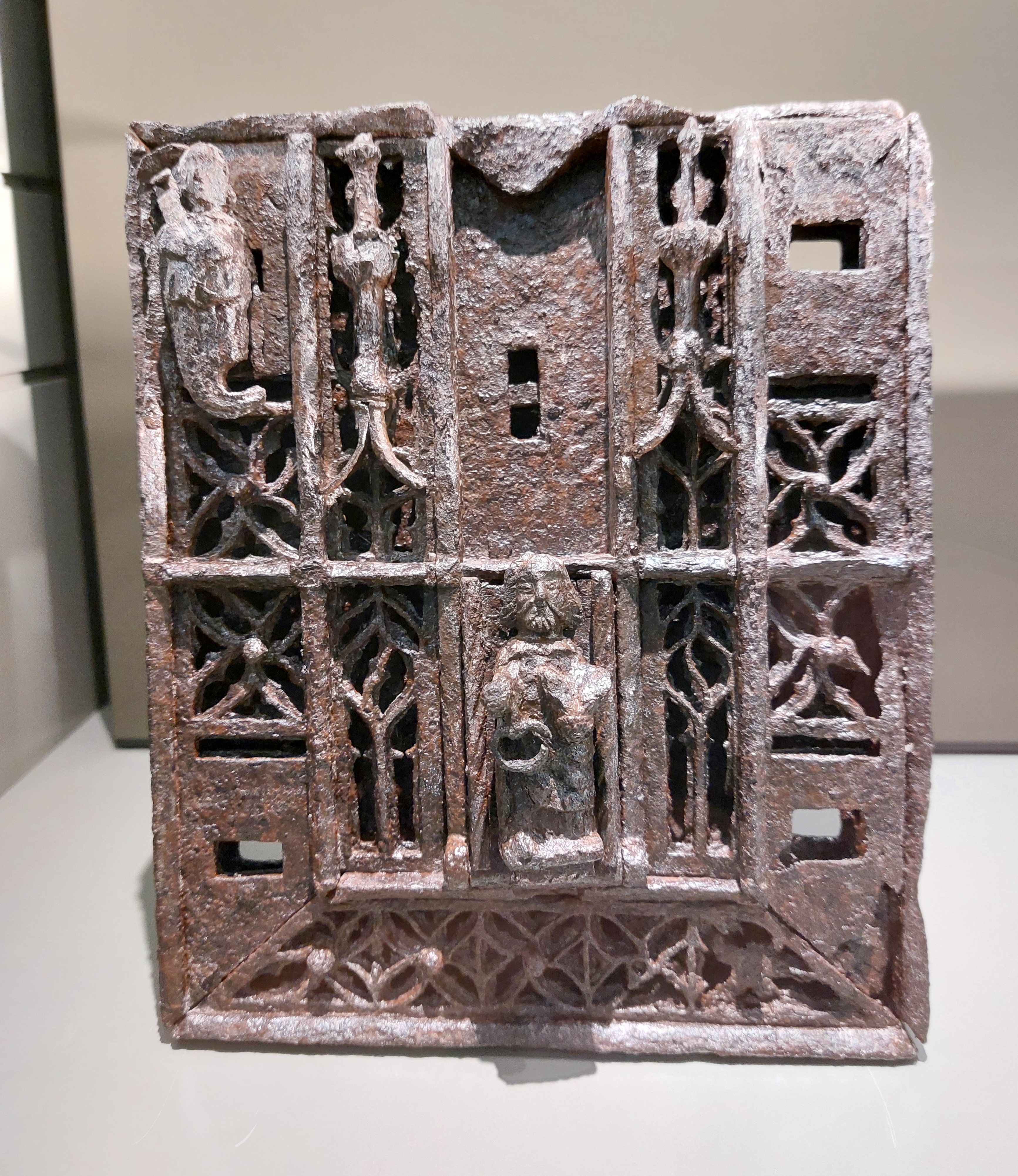
Cadeado no Museu do Castelo de Mayenne (França).

[carece de fontes?]